# Anatoli Martsjenko
Anatoli Tichonovitsj Martsjenko (Russisch: Анатолий Тихонович Марченко) (Barabinsk, Oblast Novosibirsk, Sovjet-Unie, 23 januari 1938 - Tsjistopol, Tataarse Autonome Socialistische Sovjetrepubliek, Sovjet-Unie, 8 december 1986) was een dissident in de Sovjet-Unie.

## Levensloop
Sinds 1975 was hij lid van een groep die nastreefde dat de rechten van de mens zouden worden nageleefd, zoals deze waren neergelegd in het slotakkoord van Organisatie voor Veiligheid en Samenwerking in Europa.
Hij werd meermaals gevangengezet en deed onthullingen over de werkkampen en gevangenissen in de Sovjet-Unie. Hij motiveerde dit met:
De enige mogelijkheid om de heerschappij van het kwaad en de onwettigheid te bestrijden, bestaat er volgens mij in dat men de waarheid kent.— Anatoli Martsjenko
Zijn onthullingen maakten hem verdacht bij de Sovjet-autoriteiten, waarna hij veroordeeld werd wegens anti-Sovjetagitatie en propaganda. Na meer dan 20 jaar in de gevangenis doorgebracht te hebben, overleed hij uiteindelijk in de gevangenis van Tsjistopol aan de gevolgen van een hongerstaking.

## Onderscheiding
Postuum ontving hij in 1988 als eerste, samen met Nelson Mandela, de Sacharovprijs voor de Vrijheid van Denken van het Europees Parlement. De Sacharovprijs is bestemd voor personen en organisaties die zich wijden aan de bescherming van de rechten en fundamentele vrijheden van de mens.